# Шептицкий, Анджей
Анджей Шептицкий (пол. Andrzej Szeptycki; 9 июля 1939 — 29 сентября 2008) — польский энтомолог, специалист по систематике, морфологии и фаунистике скрыточелюстных. Заместитель директора Института систематики и эволюции животных Польской Академии наук в Кракове (ИСЕТ PAN). Доктор естественных наук в области зоологии, профессор.

## Биография
Анджей Шептицкий родился в с. Девятники. В 1952 году окончил начальную школу в с. Корчин и общеобразовательный лицей города Кросно (Польша; 1951—1955) и биологический факультет Университета им. Адама Мицкевича (Познань;1961). Он работал в Познанском отделении Института зоологии ПАН, а с 1961 года — в отделе морфологии животных Университета в Познани, параллельно преподавая курс зоологии беспозвоночных. В следующем году он получил стипендию ИСЕТ PAN, с которым связана вся его дальнейшая научная деятельность. Выполнив в упомянутом университете диссертационную работу, он получил степень доктора естественных наук в области зоологии (PhD; 1966). По результатам десятилетних научных исследований ему присуждена научная степень doktor habilitowany естественных наук в области зоологии (1976).
В 1987 году А. Шептицкому присвоено ученое звание профессора чрезвычайного, а впоследствии он переведен на должность профессора обычного ИСЕТ PAN. В этом заведении он работал до завершения трудовой карьеры: заместителем директора (1988—1994), заведующим отдела (1994—1997).

## Научная, организационная и общественная деятельность
Научные исследования А. Шептицкий начал уже на третьем курсе университета под руководством известного зоолога, профессора Яна Рафальского. Студента заинтересовали грунтовые бескрылые насекомые, которых он начал собирать на острове Волин в северо-западной части Польши. На базе этого материала он выполнил магистерскую работу. Темой докторской работы стала «Фауна ногохвисток (Сollembola) Ойцовского народного парка». С тех пор изучение прихованощелепних почвенных животных из рядов ногохвостиковых и бессяжковых стало главным направлением его исследований.
От «чистой» фаунистики А. Шептицкий перешел к морфологии, систематики и филогенетике. Он описал 16 новых для науки видов Сollembola, 87 видов и 7 родов Protura и 1 вид грилоблатид.
В начале 1990-х годов А. Шептицкий наладил творческий связь с учеными Государственного природоведческого музея НАН Украины в Львове. Был осуществлен ряд экспедиций в Западное Подолье и Украинске Карпаты. Собранный материал позволил ученому подготовить труда по безвусикових (протур) запада Украины, описать с украинской территории новые для науки виды и роды. Благодаря помощи А. Шептицкого выходит в свет первый каталог протур и колембол Украины.
Научное наследие учёного включает 119 трудов, среди которых важнейшими являются монографии «Chaetotaxy of the Entomobryidae and its phylogenetical significance. Morpho-systematic studies on Collembola. IV» (1979) и «Catalogue of the world Protura» (2007).
А. Шептицкий принимал участие в международных коллоквиумах по почвенной зоологии и с Apterygota (Прага, 1973; Швеция, 1976; Польша (1979), Моква, 1985, Чехия, 2000), в семинарах по Apterygota в Сиене (Италия, 1978, 1986, 1989 и Польша, 1993), а также в энтомологических съездах в Украине (1992, 2005, 2006, 2007). По программам обмена он принимал участие в экспедициях в Северной Корее, Сибири (Байкал), Украины, США, и Южной Африки.
Под руководством А. Шептицкого защитили докторские труда польские энтомологи Ванда Мария Вейнер и Ева Ствожевич. Он стал многолетним научным наставником украинских зоологов И. Я. Капруся и Ю. Ю. Шрубович. Он проявил себя как умелый научный менеджер — инициатор и организатор научных исследований, форумов, экспедиций.
Ученый был активным членом научного совета Комитета зоологии ПАН, Центральной комиссии по делам предоставления титулов и научных степеней, Локальной этической комиссии, Польского таксономического и Польского физико-географического обществ, научного совета ИСЕТ PAN, возглавлял научный совет Ойцкого народного парка, работал как член редколлегий научных журналов: Acta zoologica cracoviensia, Fragmenta faunistica, Wiadomoœci entomologiczne.